# Many (Louisiana)
Many és una població dels Estats Units a l'estat de Louisiana. Segons el cens del 2000 tenia 2.889 habitants.

## Demografia
Segons el cens del 2000, Many tenia 2.889 habitants, 1.073 habitatges, i 662 famílies. La densitat de població era de 356,4 habitants/km².
Dels 1.073 habitatges en un 32,2% hi vivien nens de menys de 18 anys, en un 34,6% hi vivien parelles casades, en un 23,9% dones solteres, i en un 38,3% no eren unitats familiars. En el 34,8% dels habitatges hi vivien persones soles el 15,6% de les quals corresponia a persones de 65 anys o més que vivien soles. El nombre mitjà de persones vivint en cada habitatge era de 2,41 i el nombre mitjà de persones que vivien en cada família era de 3,14.
Per edats la població es repartia de la següent manera: un 26,5% tenia menys de 18 anys, un 10,8% entre 18 i 24, un 23,7% entre 25 i 44, un 20,9% de 45 a 60 i un 18% 65 anys o més.
L'edat mediana era de 36 anys. Per cada 100 dones de 18 o més anys hi havia 76,3 homes.
La renda mediana per habitatge era de 20.000 $ i la renda mediana per família de 24.329 $. Els homes tenien una renda mediana de 28.500 $ mentre que les dones 15.870 $. La renda per capita de la població era de 12.153 $. Entorn del 28,4% de les famílies i el 35,5% de la població estaven per davall del llindar de pobresa.

## Poblacions més properes
El següent diagrama mostra les poblacions més properes.